# Tereka madagaskarská
Tereka madagaskarská (Erymnochelys madagascariensis), známá též pod místním názvem Rere, je kriticky ohrožený druh sladkovodní želvy z čeledi terekovitých, která se endemicky vyskytuje na Madagaskaru. Jedná se o jednu z nejohroženějších želv světa, stále je však na Madagaskaru běžně lovena pro maso nebo prodávána do Asie pro využití v tradiční medicíně.

## Taxonomie
Tereka madagaskarská je jedinou žijící želvou starobylého rodu Erymnochelys, jehož nejstarší známí zástupci žili již ve svrchní křídě. V roce 1867 ji popsal francouzský přírodovědec Alfred Grandidier pod vědeckým jménem Dumerilia madagascariensis, a poté byla nějakou dobu chybně řazena do rodu podocnemis, kam patří jihoamerické tereky jako tereka velká. Nejsou uznávány žádné poddruhy, ale byly zaznamenány dvě geneticky odlišné formy.

## Popis
Tereka madagaskarská je největší sladkovodní želvou Madagaskaru, dorůstá délky asi 35–50 cm a hmotnosti až 5,10 kg. Má tvrdý, dozadu se rozšiřující, tmavě hnědý nebo šedý karapax, světlejší plastron a nezvykle velkou hlavu s mírně špičatým čenichem, podle níž dostala anglický název Madagascan big headed turtle (madagaskarská velkohlavá želva). Jako všechny želvy podřádu skrytohlavých nezatahuje tereka hlavu do krunýře rovně pod páteř, ale spíše ji ohýbá na jednu stranu. Díky svému dlouhému krku se může nadechovat nad hladinou, aniž by se musela celá vynořit a vystavovala se tak riziku napadení predátorem. Mláďata mají na krunýři kresbu z jemných černých čar, která s věkem mizí.

## Rozšíření a výskyt
Vyskytuje se v jezerech, bažinách a pomalu tekoucích řekách v nížinných oblastech do nadmořské výšky 500 metrů mezi řekou Mangoky a oblastí Sambiriano v západním Madagaskaru. Na stejném území se mohou vyskytovat další dva druhy sladkovodních želv, pelomedůza africká a Pelusios castanoides. Preferovaným stanovištěm jsou trvalé mokřady s kameny nebo kmeny, na kterých se může slunit. Mladé želvy často žijí a vyvíjí se v menších řekách a potocích, nebo dokonce v rýžových polích, a až později se přesouvají do větších a hlubších vodních ploch.

## Způsob života
Není známo, jak vysokého věku se tereky madagaskarské dožívají, ale jejich generační doba (průměrná doba mezi dvěma po sobě následujícími generacemi) byla odhadnuta na 25 let. Mají velmi dobrý zrak a čich.
Potravu mláďat tvoří především vodní bezobratlí, zatímco dospělé želvy se živí měkkýši, rostlinným materiálem, ovocem, drobnými obratlovci (ryby, obojživelníci) a zdechlinami. Podle studií z roku 2006 jsou častou potravou těchto želv kořeny některých druhů rákosu a vodní šneci Melanoides tuberculata. Ve vzorcích trusu tří nedospělých želv byly nalezeny také pozůstatky endemického štíra Grosphus hirtus. Jedná se možná o první záznam o želvách pojídajících štíry.
Samice dosahují pohlavní dospělosti, když dosáhnou délky krunýře 25–30 cm, avšak plný reprodukční potenciál nevykazují, dokud nejsou alespoň 32 cm dlouhé. Hnízdí od září do ledna, nejčastěji však od října do prosince. Zdá se, že samice mají dvouletý ovariální cyklus a každá samice tedy hnízdí jednou za dva roky, během jedné hnízdní sezony však může naklást až tři snůšky. Páření probíhá ve vodě, ale aby nakladla vejce, musí vylézt na souš. V jedné snůšce bývá v průměru 13 vajec, některé velké samice ale nakladou až 60 vajec za jeden rok.

## Ohrožení a ochrana
V Červeném seznamu IUCN je tereka madagaskarská uvedena jako kriticky ohrožený druh. Rozsah výskytu je více než 20 000 km², avšak tereky obývají oblast o rozloze jen 500 km² nebo méně, přičemž většina hlavních populací se vyskytuje mimo chráněná území. Jedním z nejdůležitějších míst je pro tyto želvy Národní park Ankarafantsika, kde se vyskytují v jezerech Ravelobe, Ankomakoma a Antsilomba. Jedna z největších populací žije také v ramsarském mokřadním komplexu Manambolomaty.

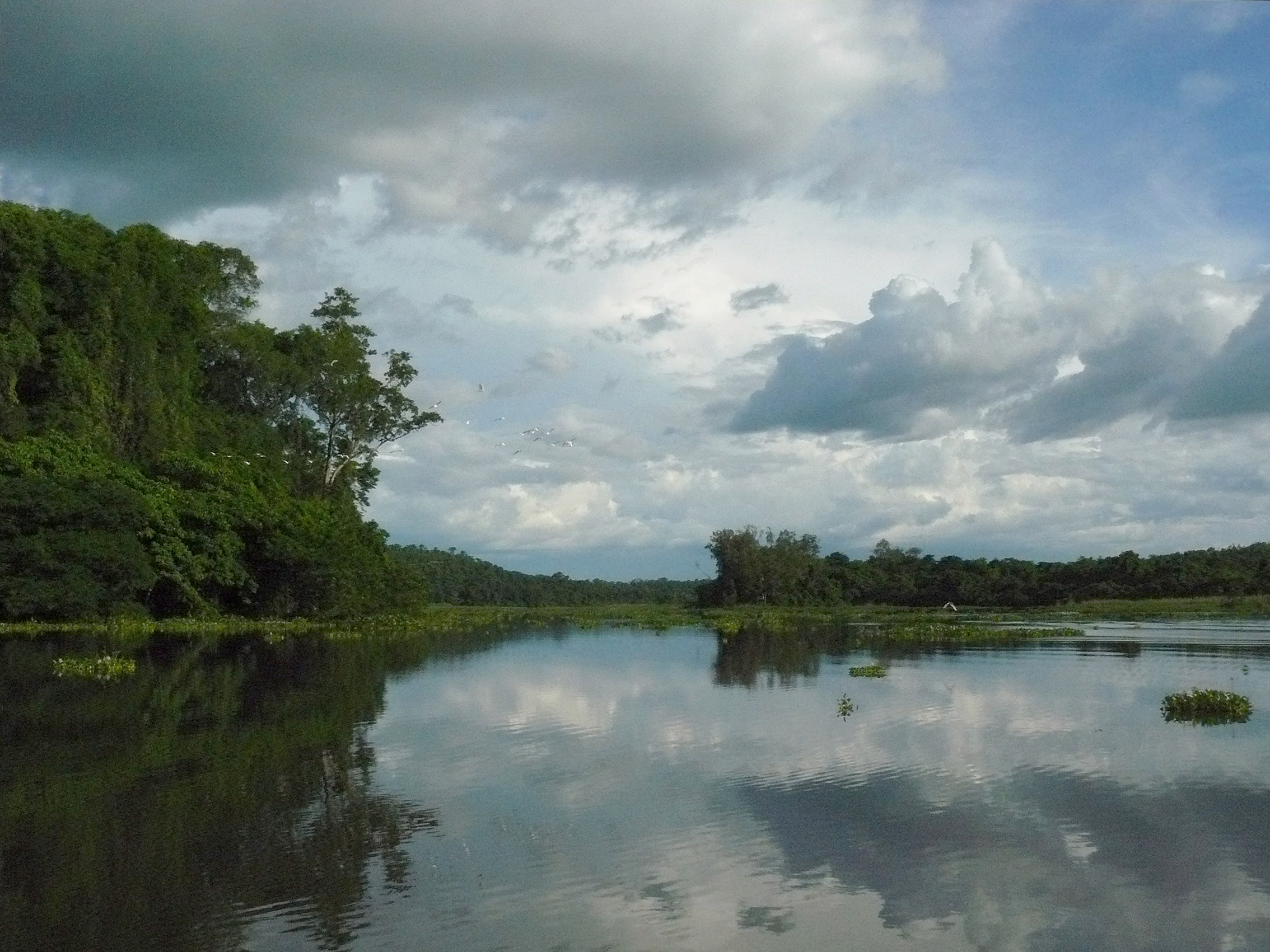
Jezero Ravelobe

Ačkoli je tento druh plně chráněn madagaskarským zákonem, je na Madagaskaru stále běžně loven a konzumován, nebo prodáván do Asie, aby uspokojil poptávku na trhu s tradiční medicínou. V menším počtu jsou tyto želvy vyváženy také na mezinárodní trh s domácími mazlíčky. Další hrozby představuje rozšiřování zemědělské půdy, odlesňování a přeměna jezer na rýžová pole. Jelikož jsou loveni i jedinci, kteří ještě nedosáhli pohlavní dospělosti, je pravděpodobné, že je v populaci málo velkých samic, které kladou největší počet vajec. Odhaduje se, že za posledních 75 let se populace těchto želv zmenšila o 80% a stále jich ubývá. V roce 2001 byl počet žijících jedinců odhadnut na 10 000.
Tereka madagaskarská je uvedena ve II. příloze Úmluvy o mezinárodním obchodu s ohroženými druhy volně žijících živočichů a rostlin CITES.
Durrell Wildlife Conservation Trust a Conservation International spolupracují na ochraně tohoto druhu od roku 1997/98. Jejich práce zahrnuje terénní studie, chov želv v zajetí, jejich vypouštění do přírody a komunitní vzdělávání místních obyvatel. Mezi navrhovaná opatření patří také zřízení dalších chráněných oblastí a záchranných center, prosazování ochrany druhů v chráněných oblastech a vzdělávací kampaň pro místní rybáře. Prvního odchovu v lidské péči bylo dosaženo v Zoo Frankfurt. Nyní jsou v Evropě tyto želvy chovány v Zoo Landau (Landau in der Pfaltz, Německo), Zoo Zagreb (Záhřeb, Chorvatsko), Turtle Island Graz (Štýrský Hradec, Rakousko) a v Zoo Moskva (Moskva, Rusko).